# ピュリス
ピュリス（古希: Φυλλίς, Phyllis）は、ギリシア神話に登場する女性である。フィリス、フュリスとも表記される。トラーキア地方のエドニアの王リュクールゴスの娘である。彼女はテーセウスの息子でアテーナイの王デーモポーンがトロイア戦争からの帰途に難破してトラーキアに辿り着いたことから、彼の妻となった。
デーモポーンにはギリシアのために為すべきことがあり、父の助けによって帰郷した。残されるピュリスは彼にレアーの秘儀が施された箱を渡し、自分のところへ戻るのをあきらめた時だけ開けるようにと言って送り出した。物語はここで枝分かれしている。一つのヴァージョンでは、ピュリスは木に首を吊って自殺する。彼女の墓からはアーモンドの木が育ち、デーモポーンが戻ってきた時にその花が咲く。別のヴァージョンでは、デーモポーンは箱を開け、誤って彼自身の剣の上に倒れてしまう。
彼女の物語はオウィディウスの『名婦の書簡』およびカリマコスの著作に登場する。
トラーキアのアンピポリスにある「九つの道」は、ピュリスがデーモポーンの帰りを待って海岸まで9回戻ったとされていることに由来する。